# Марко Павловић (Ургентни центар (српска ТВ серија))
Др Марко "Маре" Павловић је измишљени лекар из телевизијске серије „Ургентни центар”, а тумачио га је Марко Јањић. Већину времена у серији, Павловићева улога је била улога посредника или овлашћеног лица и био је један од главних ликова до друге сезоне.

## Младост
Док је још био у средњој школи, Марко је упознао и убрзо развио романтичну везу са Невеном. Највероватније је њихова веза трајала и током времена на факултету, а током Павловићевог похађања и Медицинског факултета, он се оженио Невеном. Ћерка Сања је рођена недуго након тога. Док је похађао Медицински факултет, он је упознао и будућег колегу Рефика Петровића. Онда је завршио своје стажирање и усавршавање у Ургентном центру у Београду и ту је награђен местом Главног специјализанта Ургентног центра. Док је ту радио, Марко је развио блиско пријатељство са педијатром др. Немањом Арсићем, специјализанткињом Ургентног центра др. Милицом Лукић и главном сестром Катарином Грујић. Иако Марко ужива у раду у Ургентном центру, многи ноћни позиви, дуге сатнице и још Невенина одлука да заврши Правни факултет су му затегли брак.

## О лику
У првој епизоди, др. Павловић је пробуђен у првом призору како би помогао свом дугогодишњем другу Немањи, специјализанту Ургентног центра који често долази нарољан током слободних ноћи. Такође, његово блиско пријатељство са Милицом је приказано јер се поверавају једно другом о личним животима током пауза. Током исте епизоде, Невена води Марка да погледа личну ординацију близу болнице како би размотрили могућност да он напусти свој посао у Ургентном центру да би проводио више времена са породицом. Марко одлучује да „чисто” здравство није његов фах. Кад се вратио у Ургентни центар, Марко је санирао заноктицу старијој жени која је хтела да јој он то поклони иако би платила. Касније током ноћи, Марко је морао да потера све да се врате на посао кад је Катарина хитно примљена у Ургентни центар након потресног покушаја самоубиства.
Током друге сезоне, брак др. Павловића постаје изузетно климав. Кад му је место лекара понудио др. Лазар Шћепановић, Марко је то прихватио иако му је Невена звоцала. Као новопридошли члан коморе, Невена је добила место судије у другом граду и постала је преморена због путовања и одвојеног живота јер се прилагођавала Марковом животу. Она је започела прељубу са колегом и брак се убрзо завршио, а Невена и Сања су отишле из Београда.
У епизоди „Порођај”, Марко доноси погрешну одлуку током лечења труднице због чега она умире на порођају што је изазвало дуготрајне последице током друге сезоне.
Маркова каријера постаје тежа јер мора да донесе одлуку због које се с' времена на време отуђује од пријатеља, на пример као што је изабрао др. Сару Коларов за место главног специјализанта уместо другог кандидата, што је разбеснело Милицу Лукић јер је други кандидат био њен блиски пријатељ и зато што се оглушује о Сарина наређења, а понекад и занемарује водећи начин. Марково пријатељство са др. Арсићем постаје затегнуто пошто га његови управни задаци често доводе у сукоб са Немањиним нападима дивљаштва и толико му се гаде његове личне невоље да на кратко одбацује и омаловажава Немањине способности као лекара, а после се мири са другом. Његов љубавни живот креће драматично низбрдо кад почне много да му се свиђа др. Лукић, али она одлази из болнице због посла у другом граду. Он поново пати осећајно када је нападнут у мушком купатилу у Ургентном центру у епизоди „Насумични чинови”. За напад се у почетку веровало да је чин одмазде за смрт болесника који је „погрешно лечен” од др. Павловића. Касније се веровало да је његов нападач болесни појединац који насумице напада лекаре. Марко купује пиштољ и искоришћава га да преплаши неке младиће на улици, али га баца у реку убрзо.
На почетку треће сезоне, Немања је отишао на сахрану свом оцу. При крају сахране, Сара га је звала и обавестила да је Марка убио човек коме је ћерка умрла јер је погрешно лечена у знак одмазде.